# 염기성 탄산 구리
염기성 탄산 구리(Basic copper carbonate)는 탄산 구리(II) 수산화물로 불리는 화합물이다. 구리(II) {\displaystyle {\ce {Cu^{2+}}}} 이온, 탄산염 {\displaystyle {\ce {CO3^{2-}}}} 및 수산화물 {\displaystyle {\ce {OH-}}}로 구성된 이온성 화합물(염)이다.
이 이름은 가장 일반적으로 화학식 {\displaystyle {\ce {Cu2CO3(OH)2}}}를 갖는 화합물을 나타낸다. 광물 공작석으로 자연에서 발생하는 녹색 결정질 고체이다. 이 물질은 고대부터 안료로 사용되어 왔으며 때때로 베르디터(verditer), 그린 바이스(green bice) 또는 마운틴 그린(mountain green)이라고도 불리는 예술가 페인트에 여전히 사용된다.
때때로 이 이름은 광물 남동석으로도 알려진 청색 결정질 고체인 {\displaystyle {\ce {Cu3(CO3)2(OH)2}}}에 사용된다. 그것은 또한 안료로 사용되었으며 때로는 마운틴 블루 또는 블루 베르디터라는 이름으로 사용되었다.
공작석과 남동석은 모두 풍화된 황동, 청동, 구리에서 발견되는 녹청 녹청에서 찾을 수 있다. 녹청의 구성은 다양할 수 있으며, 해양 환경에서는 환경에 따라 염기성 염화물이 존재할 수 있고, 도시 환경에서는 염기성 황산염이 존재할 수 있다.
이 화합물은 종종 (화학 기사에서도) 탄산구리, 탄산구리 및 유사한 이름으로 부적절하게 불린다. 순수(중성) 탄산 구리(II) {\displaystyle {\ce {CuCO3}}}는 자연적으로 발생하는 것으로 알려져 있지 않다. 공기중의 물이나 습기에 의해 분해되며, 1973년에야 고온, 초고압에서 합성되었다.